# Ghost (canção de Spica)
"Ghost" é uma canção do girl group sul-coreano Spica. Foi lançado em 5 de novembro de 2014 como seu sexto single digital através da B2M Entertainment.

## Antecedentes
Após o fim das promoções da subunidade do grupo Spica.S, foi anunciado em 30 de outubro de 2014 que elas fariam seu retorno em novembro com um single digital especial intitulado "Ghost".

## Composição
A canção foi produzida por Han Jae-ho e Kim Seung-soo (também conhecidos como Sweetune), que já haviam trabalhado com o grupo em singles passados, incluindo seu single de estreia "Russian Roulette" e "Lonely".

## Vídeo musical
O primeiro teaser para o vídeo foi lançado em 31 de outubro de 2014. O vídeo musical foi dirigido por Lee Sa-gang e apresenta cenas do grupo durante a Seoul Fashion Week Primavera/Verão de 2015 na Dongdaemun Design Plaza.

## Lista de faixas
| N.º            | Título                 | Letras                          | Música         | Duração |  |
| 1.             | "Ghost" (고스트)       | Song Su-yoon, Kim Boa, Sweetune | Sweetune       | 3:24    |  |
| 2.             | "Ghost (Instrumental)" |                                 | Sweetune       | 3:24    |  |
| Duração total: | Duração total:         | Duração total:                  | Duração total: | 6:48    |  |